# Piotr Piecha
Piotr Piecha – polski aktor teatralny i filmowy.
Absolwent Państwowej Wyższej Szkoły Teatralnej w Krakowie (1988), od 1987 występuje na deskach Teatru Ludowego w Krakowie. Wykładowca na Uniwersytecie Papieskim Jana Pawła II w Krakowie na wydziale teologicznym, specjalizacja kapłańska.

## Filmografia
- 2005 – Skazany na bluesa, Paweł Berger w młodości